# 小田原市立千代中学校
小田原市立千代中学校（おだわらしりつ ちよちゅうがっこう）は、神奈川県小田原市にある公立中学校である。

## 概要
神奈川県小田原市千代にあり、周辺は一面田園が広がっている。すぐ近くには、小田原市立千代小学校があり、生徒の多くが千代小学校出身である。ほかに、曽我小学校、下曽我小学校、豊川小学校（場所によっては鴨宮中学校学区となる）学区も、本学校の学区内である。
校舎は鉄筋コンクリート4階建、体育館が1階建である。

## 周辺地域
- 小田原市役所上府中支所
- 小田原市立千代小学校
- 小田原市立上府中保育園
- 蓮華寺
- 本立寺